# Barbara Carroll
Barbara Carroll, nota in seguito come Carrol (1930 circa), è un'attrice statunitense.

## Filmografia

### Cinema
- Innamorati dispettosi (The Lady Says No), regia di Frank Ross (1951)
- A Fool and His Honey, regia di Jules White (1952) - cortometraggio
- Aaron Slick from Punkin Crick, regia di Claude Binyon (1952)
- Matrimoni a sorpresa (We're Not Married!), regia di Edmund Goulding (1952)
- The I Don't Care Girl, regia di Lloyd Bacon (1953)
- Gli ultimi giorni di Pompei, regia di Mario Bonnard (1959)
- Goliath contro i giganti, regia di Guido Malatesta (1961)
- I due sanculotti, regia di Giorgio Simonelli (1966)
- Ric e Gian alla conquista del West, regia di Osvaldo Civirani (1967)
- Quarta parete, regia di Adriano Bolzoni (1968)
- La morte sull'alta collina, regia di Fernando Cerchio (1969)
- Zorro alla corte d'Inghilterra, regia di Franco Montemurro (1969)
- El más fabuloso golpe del Far-West, regia di José Antonio de la Loma (1972)